# Robin Wood
Robin Wood (Colonia Nueva Australia, 25 gennaio 1944 – Encarnación, 17 ottobre 2021) è stato un fumettista paraguaiano.
Lo scrittore era in possesso di tre nazionalità: paraguayana, argentina e danese; si tende a dare la precedenza alla nazionalità argentina nel classificarlo come autore per la sua appartenenza a questa scuola. Inoltre parlava correntemente quattro lingue.
È noto per essere uno degli autori di fumetti più prolifici del mondo. Tra i suoi personaggi più celebri: Dago, Nippur di Lagash, Savarese, Gilgamesh, Martin Hel, i legionari di Qui la Legione, Amanda e Pepe Sánchez. La sua abbondante produzione è pubblicata in italiano quasi esclusivamente dall'Eura Editoriale (poi divenuta Editoriale Aurea). Un'importante eccezione è rappresentata dal nono albo gigante di Dylan Dog (novembre 2000).

## Biografia
Nasce da genitori di origini irlandesi in una piccola colonia fondata alla fine del XIX secolo da un gruppo di socialisti australiani, che si erano stabiliti nel profondo della selva paraguayana per realizzare la "nuova Australia", una comunità utopica improntata all'uguaglianza e alla vita in comune.
Rimane a Colonia Cosme, dove non c'era né elettricità né acqua corrente, fino a cinque anni, per condurre poi una vita raminga con la madre, che lo porta anche a Buenos Aires; frequenta solo le scuole elementari, perché la madre, non riuscendo a mantenerlo, lo lascia in un orfanotrofio; a undici anni inizia già a lavorare nel deserto del Chaco.
Passa l'adolescenza tra Asunción e Buenos Aires, mantenendosi con oltre una decina di lavori diversi, tra cui anche il pugilato, finché raggiunge uno zio nell'Alto Paranà e fa il camionista insieme a lui; ama molto leggere, e questa passione lo porta a vincere un premio dell'Ambasciata francese in Paraguay che gli permette di diventare corrispondente per il quotidiano El Territorio.
A ventidue anni lo troviamo a Buenos Aires, dove lavora in fabbrica e vive in una pensione con cinque letti per stanza, in una situazione di estrema povertà.
Ama molto disegnare, e frequenta nel tempo libero l'Accademia di Belle Arti, dove all'epoca insegnava Alberto Breccia, e la Panamericana dell'arte, con l'obiettivo di diventare un fumettista.
Capisce ben presto di non aver sufficiente talento con la matita e il pennino, ma la frequentazione di quelle scuole gli consente di conoscere Lucho Olivera, del quale diventa amico grazie alla comune passione per la civiltà sumera.
Olivera lo convince a scrivere alcune sceneggiature per fumetti incentrate proprio sulla storia sumera e le sottopone al suo editore, l'Editorial Columba, che decide di pubblicarle.
Così, sul numero 135 della rivista D'artagnan del primo luglio 1966 appare il primo fumetto scritto da Robin Wood.
Il fumettista ne è però all'oscuro, perché ha smesso di frequentare l'Accademia e la Panamericana; Lucho Olivera, cui aveva lasciato le storie dimenticandosene subito dopo, non sa dove abiti né come rintracciarlo.
Il modo in cui Wood scopre di essere diventato un fumettista è romanzesco: vagabondando sotto la pioggia all'alba, dopo esser arrivato in ritardo in fabbrica ed esser stato quindi cacciato dal capoturno, si ferma a un'edicola e sfoglia la rivista per cui disegna il suo amico Lucho Olivera, e scopre con enorme stupore che il suo nome campeggia accanto a quello dell'amico disegnatore.
Ingaggiato dalla Columba, che lo paga 200 pesos per ogni sceneggiatura, lascia la fabbrica, dove guadagnava appena 100 pesos al mese lavorando 12 ore al giorno, e comincia a scrivere storie su storie, all'insegna di quella prolificità che è il suo tratto distintivo: a un certo punto, per evitare che sulle riviste comparisse quasi solo il suo nome, l'editore gli impone di usare vari pseudonimi (Mateo Fussari, Robert O'Neil, Roberto Monti, Carlos Ruiz e Cristina Ruttegard).
Dopo undici mesi decide di lasciare Buenos Aires per andare a conoscere il mondo; si imbarca su un piccolo cargo italiano, il Calazeta, e per 22 anni peregrina tra Europa e Asia, zaino in spalla e una macchina da scrivere portatile per scrivere le sue historietas, non fermandosi mai più di sei mesi nello stesso posto.
Muore dopo una lunga malattia il 17 ottobre 2021 all'età di 77 anni.

## Riconoscimenti
Nel 1996 ha vinto il Premio Yellow Kid al Salone Internazionale dei Comics.